# Hanover (Manitoba)
Hanover es un municipio rural canadiense situado en la provincia de Manitoba.

## Superficie
Hanover tiene una superficie de 730,44 km².

## Demografía
En 2021, tenía 17 216 habitantes, una densidad poblacional de 23,6 hab./km², y 5305 viviendas.